# Hannibal Mejbri
Hannibal Mejbri (* 21. Januar 2003 in Ivry-sur-Seine, Frankreich) ist ein tunesisch-französischer Fußballspieler. Der Mittelfeldspieler steht aktuell beim FC Burnley unter Vertrag und ist tunesischer Nationalspieler.

## Karriere

### Im Verein
Mejbri wurde in Ivry-sur-Seine, einer Gemeinde südöstlich von Paris, geboren und wuchs dort auf. 2009 begann er beim Paris FC das Fußballspielen. Dort durchlief er die Jugendmannschaften. Bereits 2016 zog er das Interesse von verschiedenen internationalen Topclubs auf sich. 2017 wechselte Mejbri schließlich in die Jugendabteilung vom AC Boulogne-Billancourt, deren erste Mannschaft zur damaligen Zeit in der Championnat Nacional 2, der vierten französischen Liga, spielte. Nach nur einem Jahr wechselte Mejbri für eine Ablösesumme von etwa 1 Million € zur AS Monaco, für die er ebenfalls in der Jugendmannschaft spielte.
Im August 2019 wechselte Mejbri im Alter von 16 Jahren in die Akademie von Manchester United. Dort konnte er direkt überzeugen und kam schon im Alter von 17 Jahren in der U-23 der Red Devils in der Premier League 2 zum Einsatz. Daneben kam er noch in der U-18-Premier-League zum Einsatz. In der Saison 2020/21 war Mejbri schließlich Stammspieler der U-23 in der Premier League 2. Daraufhin unterschrieb er im März 2021 einen neuen Vertrag bis 2026 bei den Red Devils. Aufgrund seiner guten Leistungen wurde er zum Spieler der Saison der U-23 gewählt und am 23. Mai 2021 von Trainer Ole Gunnar Solskjær in den Kader der 1. Mannschaft in der Premier League berufen. Dort wurde er beim 2:1-Sieg gegen die Wolverhampton Wanderers in der 82. Spielminute für Juan Mata eingewechselt. In der Saison 2021/22 blieb er weiterhin im Kader von Manchester United, kam jedoch nur zu zwei Einsätzen in der Premier League. Daneben wurde er einige Male in der U-23 eingesetzt.
Ende August 2022 wechselte Mejbri bis zum Ende der Saison 2022/23 auf Leihbasis zum Zweitligisten Birmingham City. Dort debütierte er am 30. August 2022 bei der 1:2-Niederlage gegen Norwich City, bei der er in der 60. Spielminute für Scott Hogan eingewechselt wurde. Nachdem er in den ersten Spielen nur als Einwechselspieler zum Einsatz gekommen war, spielte er sich ab Oktober in die Stammformation und kam von da an regelmäßig in der Startelf zum Einsatz. Beim 2:0-Sieg gegen die Queens Park Rangers am 28. Oktober konnte er durch eine Vorlage an Emmanuel Longelo seine erste Torbeteiligung für Birmingham verzeichnen.
Im Januar 2024 wurde er an den FC Sevilla ausgeliehen. Dort konnte er sich jedoch nicht durchsetzen und kehrte nach lediglich sechs Einsätzen ein halbes Jahr später nach Manchester zurück.
Im August 2024 wechselte er zum Zweitligisten FC Burnley, bei dem er einen Vertrag bis 2028 unterschrieb. Am Ende seiner ersten Saison dort stieg er mit der Mannschaft in die Premier League auf.

### In der Nationalmannschaft
Mejbri wurde im September 2018 erstmals in den Kader der französischen U-16-Nationalmannschaft berufen. Dort gab er am 25. September 2018 bei der 2:3-Niederlage gegen Dänemark sein Debüt. Insgesamt kam er für die Mannschaft in 12 Spielen zum Einsatz, jedoch ausschließlich in Freundschaftsspielen. Dabei konnte er ein Tor erzielen, dieses fiel am 22. April 2019 beim 4:0-Sieg gegen die Elfenbeinküste. Im selben Jahr wurde er auch erstmals für die französische U-17-Nationalmannschaft nominiert. Für die Mannschaft gab er am 22. Oktober 2019 beim 8:0-Sieg gegen Gibraltar sein Debüt, bei dem er gleich 2 Tore erzielen konnte. Für die anstehende U-17-Weltmeisterschaft wurde er allerdings nicht nominiert.
Da seine Eltern aus Tunesien stammen, entschied sich Mejbri, fortan für die tunesische Nationalmannschaft aufzulaufen. Für diese wurde er auch im Juni 2021 erstmals nominiert. Sein Debüt gab er schließlich am 5. Juni 2021 beim 1:0-Sieg gegen die DR Kongo, bei dem er in der 46. Spielminute für Youssef Msakni eingewechselt wurde. Im selben Monat kam er noch bei zwei weiteren Freundschaftsspielen der Nationalmannschaft zum Einsatz. Im November 2021 wurde er in den Kader Tunesiens für den FIFA-Arabien-Pokal 2021 berufen. Dort war er Stammspieler seiner Mannschaft und konnte mit ihr das Finale erreichen, das sie allerdings mit 0:2 nach Verlängerung gegen Algerien verloren. Auch für den Afrika-Cup 2022 wurde er nominiert und kam dort in zwei Partien zum Einsatz.
Im November 2022 berief Nationaltrainer Jalel Kadri Mejbri in den Kader Tunesiens für die Fußball-Weltmeisterschaft 2022 in Katar. Dort debütierte er beim 0:0-Unentschieden gegen Dänemark am 1. Spieltag der Gruppenphase, bei dem er in der 80. Spielminute eingewechselt wurde. In den folgenden beiden Gruppenspielen kam Mejbri nicht zum Einsatz, Tunesien schied als Gruppendritter allerdings bereits in der Vorrunde aus.